# Ethan Iverson
Ethan Iverson (Menomonie, 11 februari 1973) is een Amerikaanse jazzpianist en -componist.

## Biografie
Iverson was al op jonge leeftijd geïnteresseerd in jazz en volgde de Stanford Jazz Workshop voordat hij begin jaren 1990 naar New York verhuisde. Gedurende deze periode studeerde hij privé bij Fred Hersch en Sophia Rosoff. In 1993 bracht hij het album School Work uit met Dewey Redman, Johannes Weidenmüller en Falk Willis. In 1998 bracht Iverson de albums Construction Zone (origineel) en Deconstruction Zone (standards) uit. Op The Minor Passions (1999) speelde hij met Billy Hart. Het jaar daarop verscheen Live at Smalls met saxofonist Bill McHenry en bassist Reid Anderson. Van 1998 tot 2002 was hij ook de muzikale leider van de Mark Morris Dance Group.
Tussen 2001 en 2017 was Iverson de pianist van het samenwerkingstrio Bad Plus, waarmee hij talloze albums publiceerde en internationaal succesvol toerde. Hij bleef ook spelen in het kwartet van Billy Hart en werkte samen met artiesten als Kurt Rosenwinkel, Tim Berne, Lee Konitz, Tootie Heath, Paul Motian, Larry Grenadier, Charlie Haden en Ron Carter.
In 2018 verscheen Iversons duoalbum Temporary Kings met saxofonist Mark Turner bij ECM Records. In 2019 volgde het livealbum Common Practice, waarin het kwartet van Iverson werd gepresenteerd met trompettist Tom Harrell, Ben Street en Eric McPherson. Op het gebied van jazz was hij tussen 1993 en 2017 betrokken bij 48 opnamesessies , waaronder ook met Christophe Schweizer, Reid Anderson, Patrick Zimmerli, Phil Grenadier en Martin Speake. Iversons blog Do the Math is een krachtig bijgehouden en bekroonde verzameling van interviews en kritische analyse van hedendaagse jazz sinds 2005. In 2014 was hij blog van het jaar bij de JJA Awards van de Jazz Journalists Association. Hij doceert sinds 2016 jazzles als lid van de faculteit van het New England Conservatory.

## Discografie
- 2000: Chris Cheek/ Ethan Iverson/ Ben Street/ Jorge Rossy: Guilty (Fresh Sound)
- 2011: Billy Hart/ Ethan Iverson/ Mark Turner/ Ben Street: All Our Reasons (ECM Records)
- 2012: Ethan Iverson/ Lee Konitz/ Larry Grenadier/ Jorge Rossy: Costumes Are Mandatory (HighNote)
- 2016: The Purity of the Turf (Criss Cross Jazz), met Ron Carter, Nasheet Waits
- 2019: Ethan Iverson Quartet met Tom Harrell: Common Practicel (ECM Records) met Ben Street, Eric McPherson

- Bibliothèque nationale de France: cb14502958v (data)
- Gemeinsame Normdatei: 134861973
- International Standard Name Identifier: 0000 0000 0143 1807
- Library of Congress Control Number: no00046071
- MusicBrainz: bd6637bd-38bf-491e-8036-3044c139aec1
- Nationale Bibliotheek van Israël: 987007408571805171
- Système universitaire de documentation: 080491391
- Virtual International Authority File: 74083116
- WorldCat: E39PBJmTtG4ctTJPqMB9gTB773